# Gra na wielu bębenkach
Gra na wielu bębenkach – zbiór opowiadań Olgi Tokarczuk wydany w 2001 roku przez Wydawnictwo Ruta.

## Spis treści
- Otwórz oczy, już nie żyjesz
- Szkocki miesiąc
- Podmiot
- Wyspa
- Bardo. Szopka
- Najbrzydsza Kobieta Świata
- Wieczór autorski
- Zdobycie Jerozolimy. Raten 1675
- Che Guevara
- Skoczek
- Profesor Andrews w Warszawie
- Ariadna na Naksos
- Glicynia
- Tancerka
- Wróżenie z fasoli
- Żurek
- Życzenie Sabiny
- Próba generalna
- Gra na wielu bębenkach

## Nominacja
Zbiór dziewiętnastu opowiadań Gra na wielu bębenkach nominowany został do Nagrody Literackiej Nike i wybrany przez czytelników najlepszą książką.

Piękna, polifoniczna opowieść, od której trudno się oderwać